# NGC 2651
NGC 2651 est une galaxie spirale barrée relativement éloignée et située dans la constellation du Cancer. NGC 2651 a été découverte par l'astronome allemand Albert Marth en 1864. 

## Caractéristiques
Sa vitesse par rapport au fond diffus cosmologique est de 9 047 ± 20 km/s, ce qui correspond à une distance de Hubble de 133,4 ± 9,3 Mpc (∼435 millions d'al).
NGC 2651 présente une large raie HI et c'est une galaxie du champ, c'est-à-dire qu'elle n'appartient pas à un amas ou un groupe et qu'elle est donc gravitationnellement isolée. Selon la base de données Simbad, NGC 2651 est une galaxie à noyau actif.
La barre de NGC 2651 est clairement visible sur l'image de cette galaxie et le professeur Seligman semble être le seul à l'avoir remarqué.